# Péter Kovács (cestista)
Péter Kovács (Baja, 25 ottobre 1988) è un cestista ungherese.

## Carriera
Con l'Ungheria ha disputato i Campionati europei del 2017.

## Palmarès
- Campionati ungheresi: 2

Szolnoki Olaj: 2016, 2018
- Coppa d'Ungheria: 1

Szolnoki Olaj: 2018